# 광주광역시의 축제 목록
2004년 기준 광주광역시에서 열리는 축제는 총 15개이다.

## 광주광역시의 축제 목록
| 지역                  | 축제 명                       | 개최시기 | 주요 내용 | 주최/주관                                                               |  |
| --------------------- | ----------------------------- | --- | --- | ----------------------------------------------------------------------- |  |
| 광주광역시            | 광주월드뮤직페스티벌          | 8월 ~ 9월 | 월드뮤직 공연, 버스킹 공연, 마스터클래스, 플리마켓 등 | 아시아문화중심도시추진단, 아시아문화개발원                              |  |
| 광주광역시            | 광주 비엔날레                 | 짝수년도 9월 ~ 10월 | 국제현대미술전(본전시) 특별전, 일반공연, 이벤트 전시, 해외 문화주간 등                                                                                                  | (재)광주비엔날레, 광주광역시                                            |  |
| 광주광역시            | 광주국제영화제                | 9월 | 영화상영 : 20개국 200편 학술행사(포럼, 심포지엄) 부대행사(시민축제,영화의 거리 이벤트 행사 등)                                                                          | (사)광주국제 영화제 조직 위원회                                         |  |
| 광주광역시            | 세계 민속 예술 축제           | 10월 | 세계민속 歌舞樂 공연, 개막 퍼레이드, 폐막제등 | 광주광역시                                                              |  |
| 광주광역시            | 광주 김치 축제                | 10월 | 김치전시관 운영, 김치담그기 경연대회, 김치체험코너 운영, 문화예술공연 등                                                                                                | 광주광역시(장소: 중외공원 일원)                                         |  |
| 광주광역시            | 광주 디자인 비엔날레          | 홀수년도 10월 | 세계디자인명품관, 국내우수디자인기업관, 디자인전문 회사관, 국제디자인세미나                                                                                             | 장소: 광주광역시 DJ컨벤션센터 2007년 10월5일부터 11월3일까지 주제:LIGHT |  |
| 광주광역시            | 임방울국악제                  | 10월 | 볼거리 행사, 전야제, 명인명창 초청공연 | 광주광역시, 임방울 진흥 문화재단 장소: 광주광역시 문화예술회관          |  |
| 광주광역시            | 제88회 전국체육대회           | 2007년 10월 | 경기종목: 단체종목(10종목), 기록종목(9종목), 체급종목(6종목),개인.단체종목(6종목)                                                                                       | 장소: 광주월드컵경기장 일원(66개 경기장) 시기: 2007.10.8-14             |  |
| 광주정율성 국제음악제 | 매년 10월                     | 중국으로 건너간 음악가 정률성 선생을 기리는 음악회,2005년부터 광주 남구에서 주최하던 대회였으나 2007년부터 광주광역시 주최행사로 격상 | 광주광역시,광주정율성국제음악제 조직위원회 |                                                                         |  |
| 동구                  | 추억의 7080 충장로 축제       | 10월 | 70～80년대 추억을 소재로 한 거리 퍼포먼스 전시, 부대행사 등 | 동구, 동구문화축제 추진위원회 장소: 충장로 일원                         |  |
| 서구                  | 서창 만드리 풍년제            | 7월 | 만드리 유래 소개 및 재현(노동요:산타령, 만드리소리, 장원질소리 등),. 풍물놀이,판소리,북춤,각설이타령,꼭두각시춤 등                                                      | 서구, 서창드리 추진위원회                                               |  |
| 서구                  | 전국연날리기 및 민속놀이 대회 | 2월 1일 | 연날리기 대회, 민속놀이 대회 | 전국연날리기 추진위원회, 서구                                           |  |
| 남구                  | 고싸움놀이축제                | 2월 | 당산제(농악놀이), 소원성취 달집태우기, 고싸움놀이 시연, 전통민속놀이, 정월대보름, 음식 체험, 짚풀공예전, 연날리기, 우수민속놀이 초청공연, 전통혼례 시연, 사진 전시회 등 | 고싸움놀이 보존회                                                       |  |
| 남구                  | 구민의 날                     | 5월 | 구민의 상 시상, 철쭉전시회(區化), 동대항 체육행사, 축하음악회 | 남구, 남구문화원                                                        |  |
| 남구                  | 효사랑 65축제                 | 10월 | 전시 및 공연행사, 보건 및 의료 행사, 애견박람회, 효상품 전시박람회, 마라톤, 무료돋보기맞춤 등                                                                           | 남구, 효사랑65 축제위원회                                               |  |
| 북구                  | 자미 축제                     | 10월 | 시가문화 학술토론회, 축하 공연, 광주정신계승마라톤대회 , 민속놀이, 전시회, 문화체험마당                                                                                 | 북구, 자미탄재현추진위원회                                              |  |
| 북구                  | 봄꽃 축제                     | 4월 | 야생화 전시, 분재 전시, 인형극 공연, 부대행사 | 북구                                                                    |  |
| 북구                  | 가을꽃 축제                   | 10월 ~ 11월 | 국화ㆍ야생화전시, 서양화 및 분재전시,공예품 전시, 인형극공연 | 북구                                                                    |  |

## 같이 보기
- 서울특별시의 축제 목록
- 부산광역시의 축제 목록
- 대구광역시의 축제 목록
- 인천광역시의 축제 목록
- 대전광역시의 축제 목록
- 울산광역시의 축제 목록
- 세종특별자치시의 축제 목록
- 경기도의 축제 목록
- 강원특별자치도의 축제 목록
- 충청북도의 축제 목록
- 충청남도의 축제 목록
- 전북특별자치도의 축제 목록
- 전라남도의 축제 목록
- 경상북도의 축제 목록
- 경상남도의 축제 목록
- 제주특별자치도의 축제 목록

|  | 이 틀은 없는 문서를 링크하고 있습니다 둘러보기 상자는 존재하는 문서를 쉽게 '둘러보기' 위한 틀입니다. 이 틀에 링크되어 있는 문서를 생성하거나, 생성이 불가능한 경우 링크를 제거해 주세요. 링크의 수가 많다면 토론 문서에서 작업을 논의하는 것도 좋습니다. |